# Raffaele Lombardo

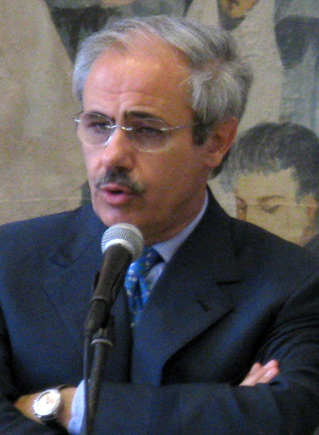
Raffaele Lombardo 2009

Raffaele Lombardo (n. 29 octombrie 1950, Catania) este un om politic italian, membru al Parlamentului European în perioada 1999-2004 din partea Italiei. Din aprilie 2008 până în noiembrie 2012 a fost președinte al regiunii autonome Sicilia.